# Latarnia morska Lange Nelle
Latarnia morska Lange Nelle jest położona Ostendzie na belgijskim wybrzeżu Morza Północnego. Od 1771 roku na tym miejscu znajdował się taki obiekt. W 1949 roku zbudowano nową latarnię morską. Mierzy ona 58 metrów wysokości, światło zaś jest położone 65 m n.p.m. Jest ona pomalowana w biało - niebieskie paski. Do oświetlenia używa się Soczewek Fresnela